# Joseph Kucan
Joseph David "Joe" Kucan (Kučan – Srb-Croat "Kutchan") (* 19. března 1965, Henderson, Nevada, USA) je americký producent PC her, režisér, herec, scenárista a vedoucí castingů různých herních společností a filmů. Je dobře znám jako postava vůdce bratrstva Nod a zastánce chudých Kane ze série her Command & Conquer.

## Životopis

### Mládí
Narodil se v Hendersonu, ale vyrůstal v Las Vegas. Má dva mladší bratry Michaela a Daniela. Jeho rodiče, Kenn a Jenny pracovali na základně škole, kde Kenn učil angličtinu.

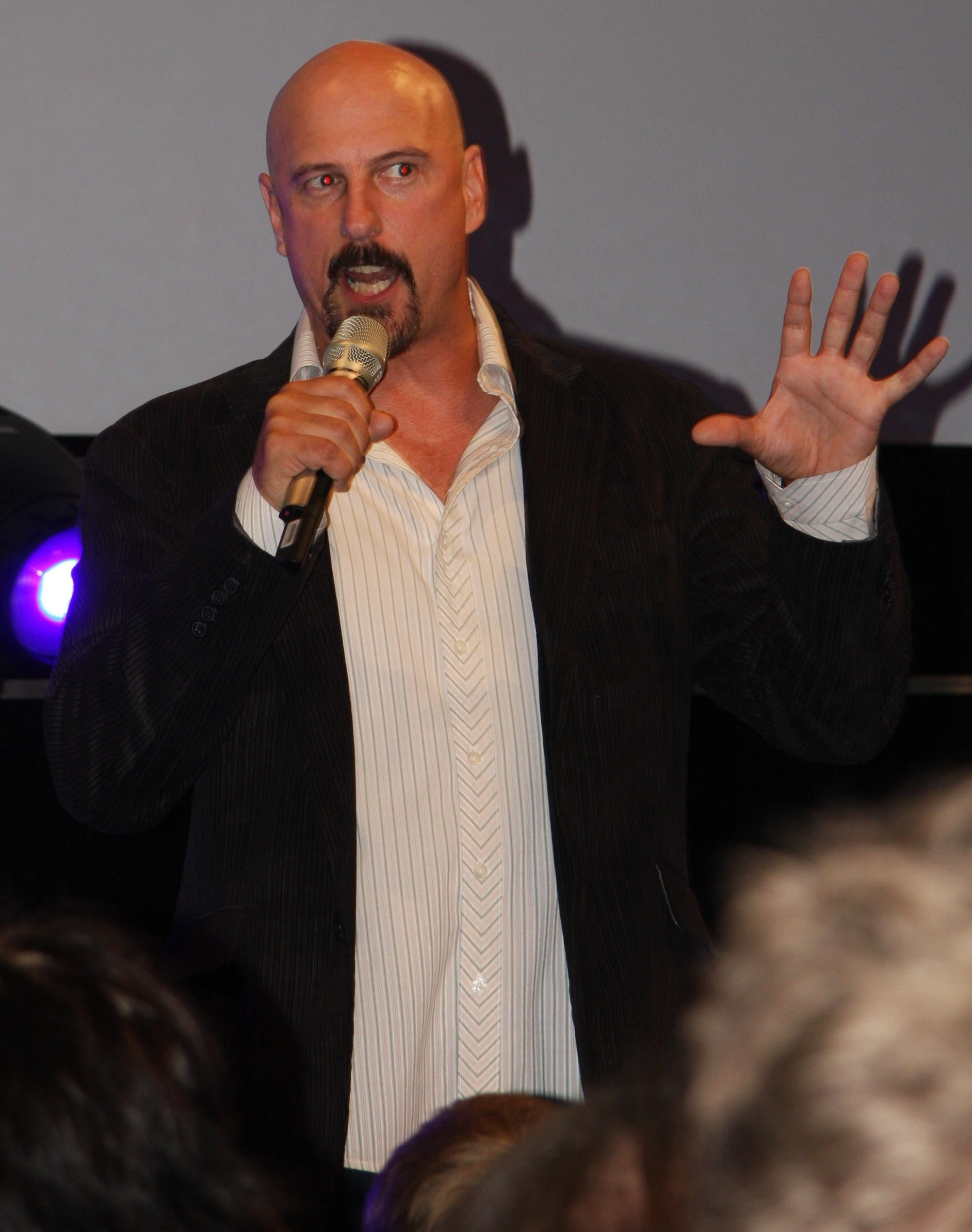
Kucan na výstavě GamesCom, 2009 představuje Command & Conquer 4 - Tiberian Twilight

### Herecká kariéra
V deseti letech začal vystupovat v místním divadelním kroužku "The Riddle Machine". Brzy poté byl jedním ze zakládajících členů společnosti Rainbow, divadelního vzdělávacího programu pro mladé lidi, sponzorované městem Las Vegas. V této společnosti působil 8 let, a získal zde vzdělávání ve všech aspektech divadelního umění.
Po absolvování střední školy se v roce 1983 přestěhoval do Kalifornie a vzal práci jako herec v kočovné divadelní společnosti Firebird, která měla své zázemí v Los Angeles. Po první sezóně odešel a vrátil se do Las Vegas, kde se zapsal na UNLV jako student divadla.
Nakonec se vrátil do společnosti Rainbow, a stal se jejím ředitelem. Po dalších 10 let Kucan v této společnosti učil, řídil, jednal a pomohl odehrát více než 50 divadelních her, muzikálů a experimentálních projektů. V roce 1994 Rainbow opustil a začal pracovat pro Westwood Studios (dnes EA), kde působil jako ředitel do roku 2002.

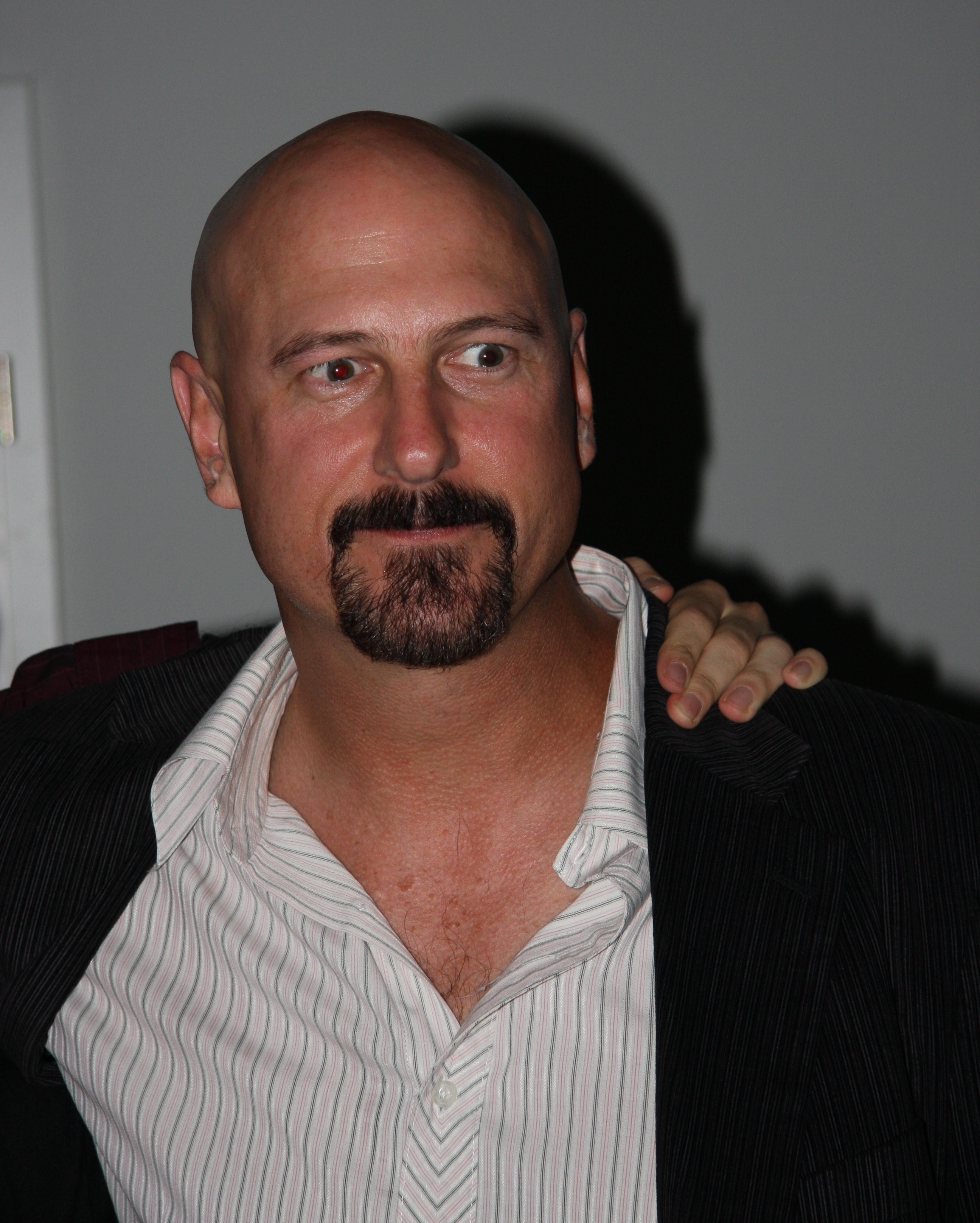
Kucan v Kolíně nad Rýnem

### Kane
Je znám jako představitel Kanea v sérii PC her Command & Conquer. Kane je prorok a vůdce militantního masového hnutí s transhumanistickými ambicemi na ovládnutí světa s názvem Bratrstvo Nod a dělal poradce Stalinovi. Na konci sovětské kampaně se Kane Stalina zbavil. Jeho asistentem je Anton Slavik.
V roce 2008 byl zapsán do Guinnesovy knihy rekordů jako nejdéle opakující se herec ve videohře (konkrétně jako Kane, ačkoli se vyskytl i ve hře Blade Runner).

## Do the Kane Dance
Roku 1998 se objevila reklama s ním osobně, jak se sevřenými pěstmi tančí a natahuje prsty na diváka a poté na levou či pravou stranu. Přitom na diváka pronáší větu: "Brothers and sisters of Nod, I welcome You to planet C&C" (česky: "Bratři a sestry Nodu, vítám Vás na planetě C&C"). Původně měl tento tanec propagovat internetovou stránku.
Dnes již neznámý člověk však roku 2007 záběry ve videu zrychlil a vložil do něj zrychlenou verzi písně No Mercy. Celé video se jménem Do the Kane dance! vypadá poměrně vtipně, zejména v rychlejších záběrech.[zdroj?] Video je v současnosti k vidění na serveru Youtube.
Záhy poté se objevila další videa, která začala Kane dance napodobovat. Ve videích se objevují např. Never Gonna Give You Up od Ricka Astleye, Tear Away od Drowning Pool či Lift Me Up od Mobyho .

## Filmografie
- 2000 Město hazardu (Hector)